# Саєнко Сергій Валерійович
Сергій Валерійович Саєнко (4 червня 1972, Київ) — український дипломат. Надзвичайний і Повноважний Посол України в Марокко (з 2022)

## Життєпис
Закінчив французьку філологію Київського лінгвістичного університету (1994), стажувався в Університеті Поля Валері в Монпельє (1993). Студент Дипломатичної академії МЗС України (2002-2004). Атестат про присвоєння кваліфікації за спеціальністю «Управління суспільним розвитком» отримав в Академії державного управління при Президентові України (2010-2011).
На дипломатичній службі в Міністерстві закордонних справ України з 1995 року. Значний час займався політичними питаннями у Департаменті з європейських справ МЗС України. До свого призначення в Рабат з 2016 по 2022 роки працював заступником директора, т.в.о. директора Департаменту Європейського Союзу і НАТО — начальником відділу юстиції та внутрішніх справ Міністерства закордонних справ України. Очолював українську делегацію на переговорах з Республікою Молдова щодо розвитку кордону та інфраструктури спільних пунктів пропуску. Був членом Моніторингових комітетів транскордонного співробітництва в рамках політики сусідства Східного партнерства, членом української робочої групи із запровадження безвізового режиму для громадян України в ЄС.
Працював у закордонних місіях України на різних посадах в Представництві України при Європейському Союзі (1998—2002, 2011—2016) та Місії України при НАТО (2004—2008). Представляв Україну в Комітеті НАТО з планування на випадок надзвичайних ситуацій високого рівня (2005—2008). Був членом робочих груп з питань спільної зовнішньої та безпекової політики, регіонального розвитку та програмування технічної допомоги під час переговорів щодо Угоди про асоціацію між Україною та Європейським Союзом (2011—2013 роки).
З 18 жовтня 2022 року — Надзвичайний і Повноважний Посол України в Королівстві Марокко.
14 грудня 2022 року — вручив копії вірчих грамот міністру закордонних справ Королівства Марокко Нассеру Буріті.